# Dakota Johnson
Dakota Mayi Johnson (Austin, Texas, 1989. október 4. –) amerikai színésznő és modell. Melanie Griffith és Don Johnson lánya, valamint anyai ágon Tippi Hedren színésznő unokája.
Színészként 1999-ben debütált anyja oldalán a Tűzforró Alabama című filmben. Miután elvégezte a középiskolát, folytatta a színészetet, többek között a Social Network – A közösségi háló (2010), a Csúf szerelem (2011), a 21 Jump Street – A kopasz osztag (2012) és a Need for Speed (2014) című filmekben, továbbá a Ben and Kate című vígjátéksorozatban (2012-2013).
2015-ben A szürke ötven árnyalata című romantikus filmdrámában megkapta a főszereplő Anastasia Steele szerepét, mellyel világhírnévre és kritikai elismerésre tett szert. A szintén 2015-ös Fekete mise és Vakító napfényben című filmekben nyújtott alakítását ugyancsak dicsérték a kritikusok. 2016-ban a Hogyan legyünk szinglik? című romantikus filmben szerepelt, 2017-ben a színésznő A sötét ötven árnyalatában alakította ismét Anastasia Steele szerepét. A 2018-ban bemutatott A szabadság ötven árnyalata című filmben harmadszor is eljátszotta Anastasia Steele (immár Mrs. Anastasia Grey) szerepét.
A Sóhajok című horrorfilmben Susie Banniont alakítja. A Húzós éjszaka az El Royale-ban (2018) című thrillerben Emily szerepében látható.

## Ifjúkora és tanulmányai
Dakota Mayi Johnson 1989. október 4-én született a texasi Austinban lévő Brackenridge kórházban, Don Johnson és Melanie Griffith színészek lányaként. Amikor megszületett, az édesapaja a Forró nyomon című filmet forgatta Texasban. Anyai nagyszülei Peter Griffith egykori gyermekszínész és Tippi Hedren színésznő, valamint Tracy Griffith színésznő és Clay A. Griffith látványtervező unokahúga. Egykori mostohaapja Antonio Banderas spanyol színész. Hat féltestvére van. Anyja ágán Johnsonnak van egy féltestvére, Alexander Bauer és egy fél-nővére, Stella Banderas. Apja ágán három féltestvére van - Jesse, Jasper, Deacon - és egy félnővére, Grace Johnson.
Szülei munkája miatt Johnson gyermekkorának nagy részét különböző helyeken töltötte velük filmkészítés miatt, bár hosszabb időt töltött a coloradói Aspenben és Woody Creekben, ahol nyaranta a helyi piacon dolgozott, mint tinédzser. Woody Creekben szomszédjuk volt Hunter S. Thompson, aki édesapjával régóta barátságban áll, és aki gyakran jött át hozzájuk a reggeli órákban lőfegyver-kisütés miatt. Egy ideig az Aspen-i Közösségi Iskolába járt. Korában hiperaktivitást (ADHD) diagnosztizáltak nála, és hétszer cserélt iskolát. A középiskola első évében a kaliforniai Monterey-ben lévő Santa Catalina Iskolába járt, mielőtt átment volna a kaliforniai Santa Monica-i New Roads Iskolába.

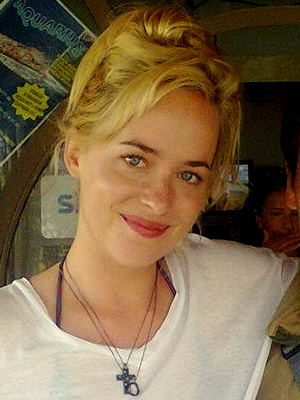
2014-ben

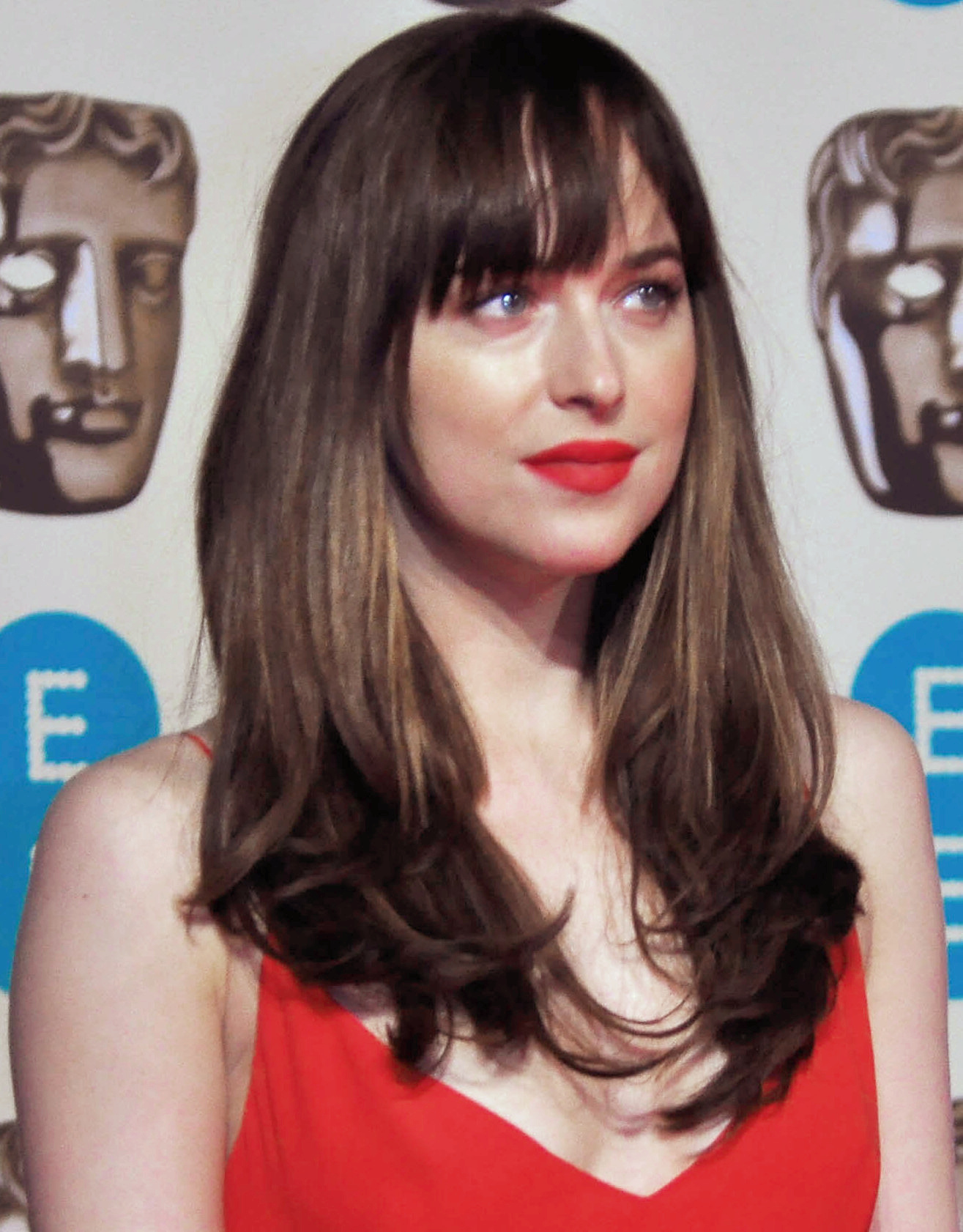
A 2016-os BAFTA-díjátadón

Johnson 12 évesen kezdett érdeklődni a modellkedés után, miután fotózást folytatott más hírességek gyermekeivel a Teen Vogue-nál, és ezt követően a modellkedéssel bevételhez jutott, miközben Santa Monicában középiskolába járt. Körülbelül 14 éves kora óta depresszióval küzdött, és rehabilitációra járt. Johnson elmondta, hogy gyermekkorában érdeklődött a színészi szereplés iránt, jelentős időt töltött a szülei filmjeinek forgatásán, de azok lebeszélték a szakmáról, amíg be nem fejezte az érettségit. Középiskola után a Juilliard iskola elutasította New Yorkban, miután meghallgatásán egy Radiohead dal feldolgozása szerepelt.

## Magánélete
Johnson korábban kapcsolatban állt gyermekkori szerelmével, Noah Gersh amerikai zenésszel és Jordan Masterson amerikai színésszel. Két éven át, egészen 2016-ig folyamatosan randevúzott a walesi indie rock együttes, a Drowners énekesével, Matthew Hitt-tel. 2017 októbere óta kapcsolatban áll Chris Martin brit zenésszel és énekessel. A kaliforniai Malibuban élnek.
Johnson tetoválásrajongó. 2020-ban támogatott egy, a rendőrség finanszírozásának megszüntetésére és a fekete közösségekbe való befektetésre felszólító mozgalmat.
Johnsont kinevezték a Gucci luxus divatmárka nagykövetének. 2020 novemberében bejelentették, hogy a Maude nevű szexuális wellnessmárka befektetője és kreatív társigazgatója lett.

## Filmográfia

### Film
| Év   | Magyar cím                        | Eredeti cím                | Szerep             | Magyar hang   | Rendező                |
| ---- | --------------------------------- | -------------------------- | ------------------ | ------------- | ---------------------- |
| 1999 | Tűzforró Alabama                  | Crazy in Alabama           | Sondra             |               | Antonio Banderas       |
| 2010 | Social Network – A közösségi háló | The Social Network         | Amelia Ritter      |               | David Fincher          |
| 2011 | Csúf szerelem                     | Beastly                    | Sloan Hagen        |               | Daniel Barnz           |
| 2012 |                                   | For Ellen                  | Cindy Taylor       |               | So Yong Kim            |
| 2012 |                                   | Goats                      | Minnie             |               | Christopher Neil       |
| 2012 | 21 Jump Street – A kopasz osztag  | 21 Jump Street             | Fugazy             |               | Christopher Miller     |
| 2012 | Ötéves jegyesség                  | The Five-Year Engagement   | Audrey             |               | Nicholas Stoller       |
| 2014 | Szex és haverok                   | Date and Switch            | Em                 | Földes Eszter | Chris Nelson           |
| 2014 | Need for Speed                    | Need for Speed             | Anita Coleman      | Csuha Borbála | Scott Waugh            |
| 2015 | A szürke ötven árnyalata          | Fifty Shades of Grey       | Anastasia Steele   | Földes Eszter | Sam Taylor-Johnson     |
| 2015 |                                   | Cymbeline                  | Imogen             |               | Michael Almereyda      |
| 2015 | Chloe és Theo                     | Chloe and Theo             | Chloe              |               | Ezna Sands             |
| 2015 | Fekete mise                       | Black Mass                 | Lindsey Cyr        | Eke Angéla    | Scott Cooper           |
| 2015 | Vakító napfényben                 | A Bigger Splash            | Penelope Lanier    | Csifó Dorina  | Luca Guadagnino        |
| 2016 | Hogyan legyünk szinglik?          | How to Be Single           | Alice              | Földes Eszter | Christian Ditter       |
| 2017 | A sötét ötven árnyalata           | Fifty Shades Darker        | Anastasia Steele   | Földes Eszter | James Foley (1.)       |
| 2018 | A szabadság ötven árnyalata       | Fifty Shades Freed         | Anastasia Grey     | Földes Eszter | James Foley (2.)       |
| 2018 | Sóhajok                           | Suspiria                   | Susie Bannion      | Földes Eszter | Luca Guadagnino        |
| 2018 | Húzós éjszaka az El Royale-ban    | Bad Times at the El Royale | Emily Summerspring | Földes Eszter | Drew Goddard           |
| 2019 | Sebek                             | Wounds                     | Carrie             | Földes Eszter | Babak Anvari           |
| 2019 | Mogyoróvaj Sólyom                 | The Peanut Butter Falcon   | Eleanor            | Földes Eszter | Tyler Nilson           |
| 2019 | Mogyoróvaj Sólyom                 | The Peanut Butter Falcon   | Eleanor            | Földes Eszter | Michael Schwartz       |
| 2019 | A barátunk                        | Our Friend                 | Nicole Teague      | Tóth Ildikó   | Gabriela Cowperthwaite |
| 2020 |                                   | The Nowhere Inn            | önmaga             |               | Bill Benz              |
| 2020 | Pont az a dal                     | The High Note              | Maggie Sherwoode   | Földes Eszter | Nisha Ganatra          |
| 2021 | Az elveszett lány                 | The Lost Daughter          | Nina               | Földes Eszter | Maggie Gyllenhaal      |
| 2022 | Rendben vagyok?                   | Am I OK?                   | Lucy               | Földes Eszter | Tig Notaro             |
| 2022 | Rendben vagyok?                   | Am I OK?                   | Lucy               | Földes Eszter | Stephanie Allynne      |
| 2022 | Felnőttem, csacsacsa              | Cha Cha Real Smooth        | Domino             |               | Cooper Raiff           |
| 2022 | Meggyőző érvek                    | Persuasion                 | Anne Elliot        | Földes Eszter | Carrie Cracknell       |
| 2023 | Apuci                             | Daddio                     | Girlie             |               | Christy Hall           |
| 2024 | Madame Web                        | Madame Web                 | Madame Web         | Földes Eszter | S. J. Clarkson         |
| 2025 | Többesélyes szerelem              | Materialists               | Lucy               | Földes Eszter | Celine Song            |
| 2025 |                                   | Splitsville                | Julie              |               | Michael Angelo Covino  |
| 2026 |                                   | Verity                     | Lowen Ashleigh     |               | Michael Showalter      |

### Televízió
| Év        | Cím                 | Szerep             | Megjegyzések           |
| --------- | ------------------- | ------------------ | ---------------------- |
| 2012–2013 | Ben and Kate        | Kate Fox           | főszereplő (16 epizód) |
| 2013      | Office (The Office) | Dakota             | 1 epizód               |
| 2015      | Saturday Night Live | önmaga (házigazda) | 1 epizód               |

### Videóklipek
| Év   | Előadó   | Cím         | Megjegyzés                 |
| ---- | -------- | ----------- | -------------------------- |
| 2020 | Coldplay | Cry Cry Cry | társrendező Cory Baileyvel |